# Stanley E. Whitcomb
Stanley Ernest Whitcomb (Denver, 23 de janeiro de 1951) é um físico estadunidense.
Recebeu a Medalha Henry Draper de 2017, juntamente com Barry C. Barish.